# Kloran
Der Kloran (Kofferwort aus Klan und Koran) ist das Handbuch des Ku Klux Klan. Der in verschiedenen Versionen existierende Kloran enthält typischerweise Aufgabenbeschreibungen der verschiedenen Klan-Mitglieder und die detaillierte Anleitung der Klan-Zeremonien und Feiern.
Die Originalausgabe wurde im Jahre 1915 von William J. Simmons geschrieben und trug den Titel „Knights of the Ku Klux Klan“.

## Inhalt
Der deutschen Ausgabe ist die folgende Weisung vorangestellt:
„Dieses Buch ist ein klassifiziertes Dokument und ist immer mit der höchstmöglichen Sicherheit zu bewachen. Es ist an einem sicheren Platz zu lagern, wo weder ein Mensch noch ein Alien ein Auge darauf werfen können.“
Ideologisch eindeutig heißt es darin auch:
„Wir sind nicht das Land der Juden, Nigger, Kommunisten, Moslems, Rotfaschisten, Asiaten.“